# ISO 3166-2:LY
ISO 3166-2:LY is een ISO-standaard met betrekking tot de zogenaamde geocodes. Het is een subset van de ISO 3166-2 tabel, die specifiek betrekking heeft op Libië. 
De gegevens werden tot op 5 februari 2018 geüpdatet op het ISO Online Browsing Platform (OBP). Hier worden 22 gemeenten - popularate (en) / municipalité (fr) / sha‘bīyah (ar) – gedefinieerd.
Volgens de eerste set, ISO 3166-1, staat LY voor Libië, het tweede gedeelte is een tweeletterige code.

## Codes
| Code  | Naam               |
| ----- | ------------------ |
| LY-BU | Al Buţnān          |
| LY-JA | Al Jabal al Akhdar |
| LY-JG | Al Jabal al Gharbī |
| LY-JI | Al Jfara           |
| LY-JU | Al Jifārah         |
| LY-KF | Al Kufrah          |
| LY-MJ | Al Marj            |
| LY-MB | Al Marqab          |
| LY-WA | Al Wāhāt           |
| LY-NQ | An Nuqāţ al Khams  |
| LY-ZA | Az Zāwiyah         |
| LY-BA | Banghāzī           |
| LY-DR | Darnah             |
| LY-GT | Ghāt               |
| LY-MI | Mişrātah           |
| LY-MQ | Murzuq             |
| LY-NL | Nālūt              |
| LY-SB | Sabhā              |
| LY-SR | Sirte              |
| LY-TB | Ţarābulus          |
| LY-WD | Wādī al Hayāt      |